# Капитани, Джорджо
Джо́рджо Капита́ни (итал. Giorgio Capitani; 29 декабря 1927, Париж — 25 марта 2017, Витербо) — итальянский режиссёр и сценарист.
В 1954—2012 годах снял 40 фильмов и написал сценарии к 12 фильмам.

## Биография
Начал профессиональную карьеру в 1946 году в качестве помощника режиссёра. Его первый самостоятельный фильм «Ты должен меня забыть» был снят в 1953 году.
После нескольких мелодрам, не получивших особого внимания зрителей, посвятил себя дубляжу.
Его возвращение к карьере режиссёра игрового кино состоялось в 1964 году, когда он начал снимать комедии. Особым успехом пользовались «Архангел» (1969), «Хлеб, масло и варенье» (1977), «Выйдите вперед, кто заставил меня смеяться» (Vai avanti tu che mi vin da ridere, 1982) и «Героическая миссия — Пожарные-2» (1987).
С конца 1980-х годов начал снимать комедии в виде телевизионных постановок.
Периодически возвращался к серьёзным киноработам, среди которых особенно успешными были истории о комиссаре в сериале «Маршал Рокка» (Il maresciallo Rocca).
В конце XX века он перешёл к более серьёзным, часто биографическим картинам.
Похоронен на кладбище «Кампо Верано» в Риме.

## Фильмография
- 2014 — Реставратор (Restauratore, Il)
- 2009 — Пуччини (Puccini)
- 2006 — Папа Лучано: улыбка Бога (Papa Luciani: Il sorriso di Dio)
- 2005 — Каллас и Онассис (Callas e Onassis), Италия, Франция
- 2005 — Эдда (Edda)
- 2002 — Папа Иоанн XXIII (Papa Giovanni — Ioannes XXIII)
- 2001 — Память и прощение (Memoria e il perdono, La), Испания, Италия
- 2000 — Возвращение маленького лорда (Ritorno del piccolo Lord, Il), Италия, Германия
- 1988 — И они не хотят уйти! (E non se ne vogliono andare!)
- 1988 — До свидания и спасибо (Arrivederci e grazie)
- 1987 — Римини, Римини — год спустя (Rimini, Rimini — un anno dopo)
- 1979 — Омары на завтрак (Aragosta a colazione) Италия, Франция
- 1978 — Охотники за любовью (Io tigro, tu tigri, egli tigra)
- 1977 — Хлеб, масло и варенье (Pane, burro e marmellata)
- 1976 — Наполненные пылкой страстью (Bruciati da cocente passione)
- 1975 — Куколка гангстера (Pupa del gangster, La), Италия, Франция
- 1973 — Рабыня для всех, кроме тебя — сценарий Джулио Скарниччи
- 1969 — Архангел (L'arcangelo)
- 1968 — Безжалостная четверка (Ognuno per sé), Германия, Италия
- 1964 — Геркулес, Самсон, Мацист и Урсус: Непобедимые (Ercole, Sansone, Maciste e Ursus gli invincibili), Испания, Италия, Франция